# El Oued
El Oued (en arabe : الوادي) ou Oued Souf, est une commune de la wilaya d'El Oued, dont elle est le chef-lieu. Elle est située dans le nord-est du Sahara algérien  et à 212 km au nord-est de Ouargla et à 512 km au sud-est d'Alger. 
La ville d'El Oued, capitale du Souf, est surnommée « la ville aux mille coupoles », les Algériens l'appellent « Oued Souf ». L'agglomération compte 187 000 habitants, dont 134 699 pour la seule commune d'El Oued en 2008.

## Toponymie
Le toponyme d'origine du lieu « Souf » provient du terme « Suf », qui signifie fleuve, rivière ou oued en berbère.
« Oued Souf » est un pléonasme. Le nom « oued » signifie en arabe cours d'eau, en référence à un cours d'eau disparu de nos jours. Les chroniqueurs arabes, racontent que lors de l'arrivée des Turuds (tribu bédouine) dans le Souf au XIVe siècle, ils découvrirent l'oued-Souf encore visible. 

## Géographie

### Situation
Le territoire de la commune d'El Oued est situé au centre de la wilaya, au sud du Chott Melrhir, à 101 km au nord-est de Touggourt, à 222 km de Biskra, à 212 km au nord-est de Ouargla, à 700 km au sud-est d'Alger et à proximité de la frontière algéro-tunisienne.
Elle est la capitale du Souf.
| Kouinine                 | Hassani Abdelkrim | Trifaoui |
| Kouinine, Oued El Alenda | El Oued           | Trifaoui |
| Oued El Alenda           | Bayadha           | Bayadha  |

### Relief
La ville d'El Oued est pratiquement au niveau de la mer (75 m). Le site de la ville est caractérisé topographiquement par une faible pente, sur lequel on retrouve deux paysages : des grandes dunes de sable et des palmeraies.

### Transport
El Oued dispose d'un aéroport international situé à 16 km au nord-ouest de la ville, sur le territoire de la commune de Guemar. Des vols effectués par la compagnie Air Algérie relient El Oued à la capitale algérienne, Alger. Il y a également un vol hebdomadaire reliant El Oued à Paris (Aéroport de Roissy-Charles de Gaulle).
Elle est située sur la route nationale 48, et reliée par quatre routes à Biskra, Touggourt, Tébessa, et la Tunisie.
La route nationale 16, une des plus longues d'Algérie, qui relie Annaba à Touggourt traverse El Oued. 

### Localités de la commune
Lors du découpage administratif de 1984, la commune d'El Oued est composée à partir de six localités :
- El Oued
- Mahda
- Legtouta
- Keraïma
- Oum Sahaouine
- Mih Bahi Sud

### Climat
Le climat à El Oued, est désertique et très sec. La classification de Köppen est de type BWh. La température moyenne est de 21.8 °C et la moyenne des précipitations annuelles ne dépasse pas 100 mm.
| Mois                              | jan. | fév. | mars | avril | mai | juin | jui. | août | sep. | oct. | nov. | déc. | année |
| --------------------------------- | ---- | ---- | ---- | ----- | --- | ---- | ---- | ---- | ---- | ---- | ---- | ---- | ----- |
| Température minimale moyenne (°C) | 4    | 6    | 9    | 13    | 18  | 22,9 | 25   | 24   | 22   | 16   | 9    | 5    |       |
| Température moyenne (°C)          | 10   | 13   | 16   | 20,7  | 25  | 30,2 | 33,4 | 32,6 | 29   | 22   | 15,9 | 11   | 21,8  |
| Température maximale moyenne (°C) | 17   | 19,6 | 23   | 28    | 33  | 37,5 | 41,5 | 40,4 | 36   | 29   | 22   | 17   |       |
| Précipitations (mm)               | 8    | 8    | 11   | 4     | 7   | 2    | 0    | 1    | 5    | 8    | 11   | 8    | 74    |

| Diagramme climatique                                  |        |       |       |       |           |         |         |       |       |       |      |
| J                                                     | F      | M     | A     | M     | J         | J       | A       | S     | O     | N     | D    |
| 1748                                                  | 19,668 | 23911 | 28134 | 33187 | 37,522,92 | 41,5250 | 40,4241 | 36225 | 29168 | 22911 | 1758 |
| Moyennes : • Temp. maxi et mini °C • Précipitation mm |        |       |       |       |           |         |         |       |       |       |      |

## Histoire

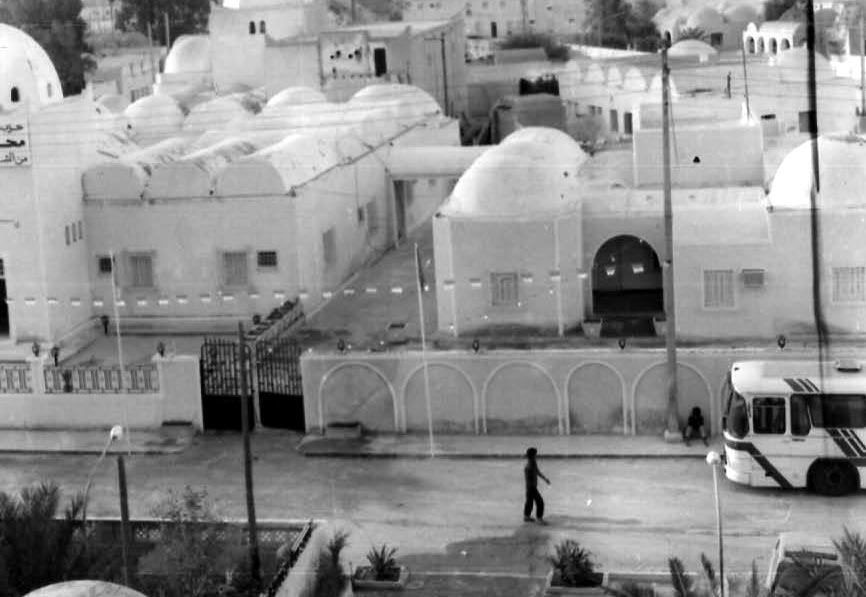
Vieille ville

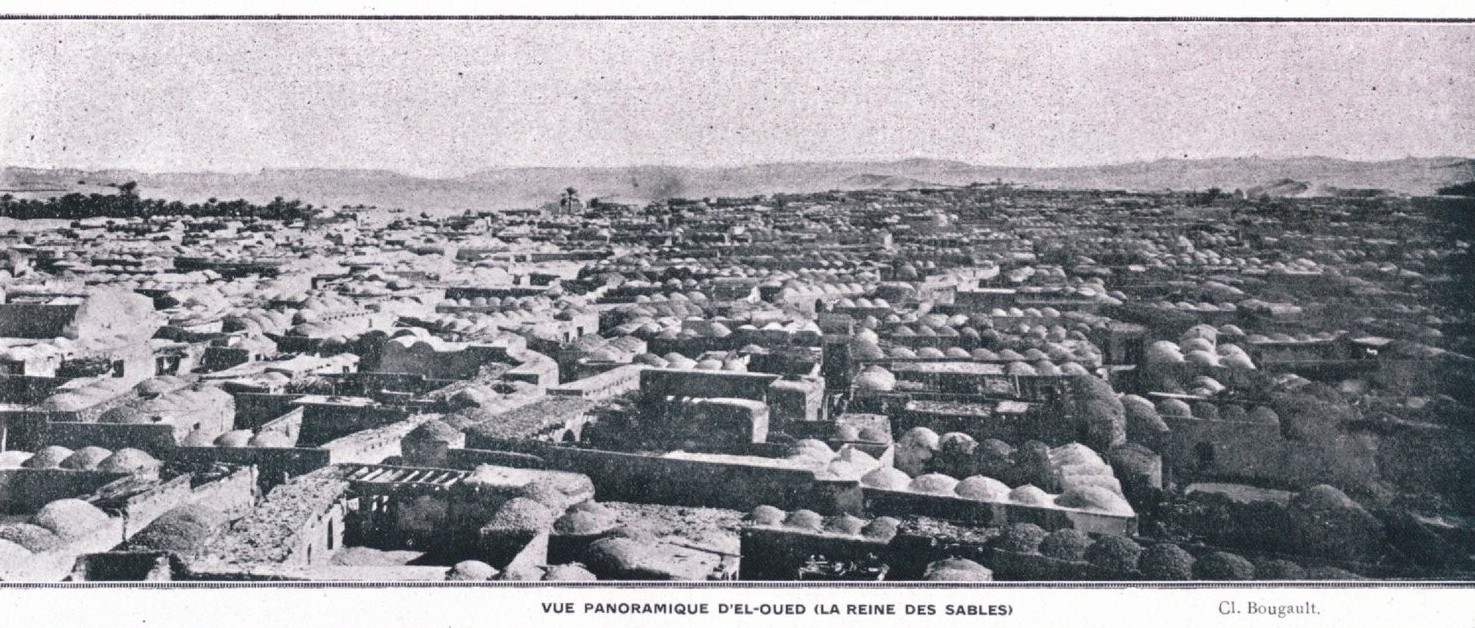
Vue panoramique d'El Oued, au début du XXe siècle.

El Oued n'est pas une ville très ancienne à l'instar de Touggourt, de Ouargla ou de Ghardaïa. Elle remonte probablement au XVIe siècle, mais n'était encore qu'un gros village, et fut longtemps moins urbanisée que sa rivale Guemar. C'est à partir du XIXe siècle qu'elle s'est imposée comme capitale du Souf.
Le Souf a été habité depuis des siècles, des vestiges de fossiles et des débris de squelettes ont été attestés. Sa population est issue d'un brassage entre tribus arabes et berbères. 
La région a attiré de nombreux nomades arabes aujourd'hui sédentarisés, comme les Rebaïa, venus pour beaucoup de Libye, puis les Troud, arrivés à partir du XIVe siècle et les Châamba, venus plus tard au XVIIIe siècle. Ces nomades ont intégré des populations berbères zénètes préexistantes.
E.Carette écrit au XIXe siècle : « L’oasis de l’Oued Souf, offre encore l'exemple d'un déplacement récent des tribus arabes [...] À une époque encore plus rapprochée de la nôtre, mais que la tradition locale ne précise pas, des voyageurs venant de Troud, en Syrie, s’arrêtèrent un jour dans le réseau des montagnes de sable blanc, appelée autrefois la Tente blanche. Ayant reconnu en ce lieu la présence d’une nappe d’eau à une petite profondeur sous le sol, ils résolurent d’y fixer leur séjour. [...]. Ils ne tardèrent pas à être rejoints par un grand nombre de leurs compatriotes. Plusieurs villes et villages s’élevèrent successivement au milieu des sables ».

## Démographie
Selon le recensement général de la population et de l'habitat de 2008, la population de la commune d'El Oued est évaluée à 134 699 habitants, contre 105 256 habitants en 1998.
Son agglomération urbaine qui s'étend sur les communes de Robbah, Bayadha et Kouinine, compte 187 000 habitants. Elle est l'une des plus importantes agglomérations urbaines du Sahara algérien, et la douzième au niveau national. La population de la commune a connu une croissance démographique rapide depuis l'indépendance, avec toutefois un ralentissement à partir des années 1990.
| 1977   | 1987   | 1998    | 2008    |
| ------ | ------ | ------- | ------- |
| 47 173 | 70 073 | 146 521 | 186 525 |

## Administration

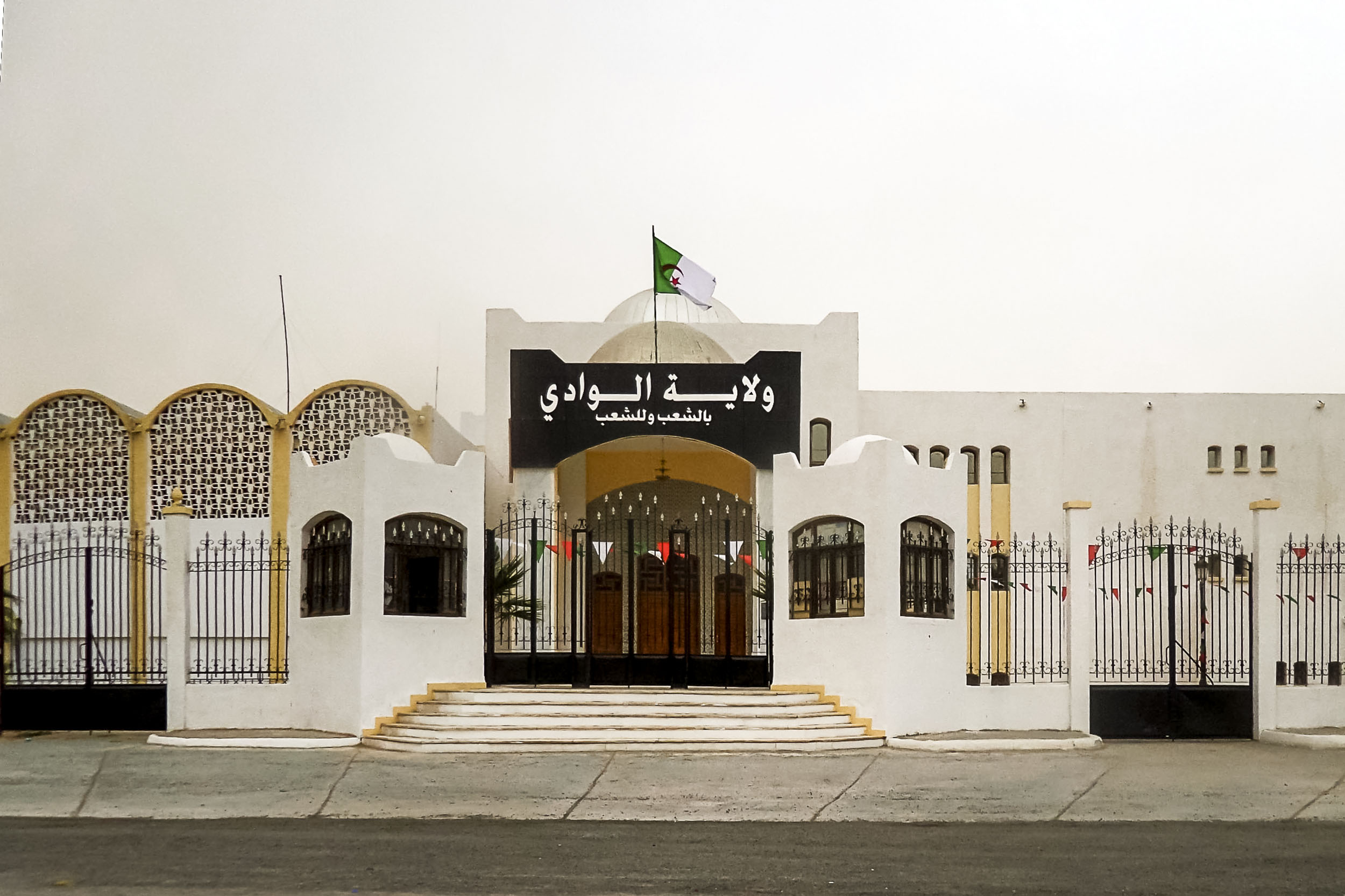
Siège de la wilaya.

À l'issue du découpage administratif de 1984, la ville d'El Oued est élevée au rang de chef-lieu de wilaya, qui représente un territoire historique (le Souf) replacé dans le réseau institutionnel. La commune est également chef-lieu de daïra.
L'administration française avait désigné la ville comme capitale de la région, et ainsi en avait fait le pôle unique auquel s'identifiait toute la population soufie. El Oued est érigé en commune en 1958, dans le département des Oasis. Elle était auparavant un chef-lieu de commune mixte.
De nombreuses mesures ont accompagné le développement accéléré de la wilaya qui visaient essentiellement le développement des services, des équipements et des infrastructures. À cause du processus de centralisation économique et administrative, la ville d'El Oued a évolué vers l'hypertrophie urbaine.

## Urbanisme

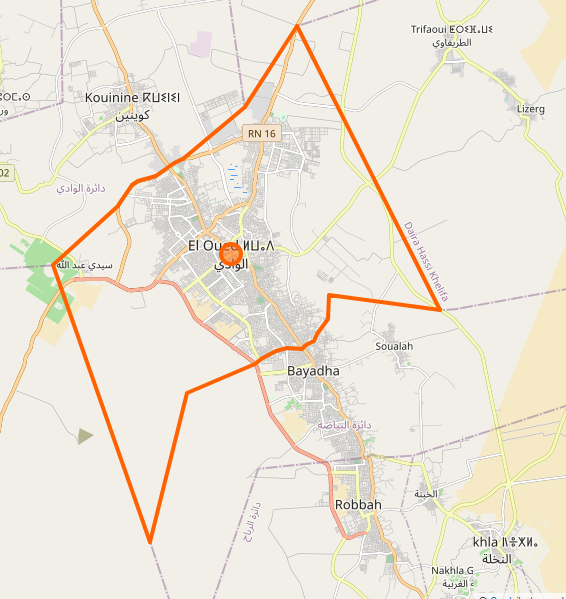
Étalement horizontal de la ville d'El Oued sur les communes voisines.

La ville d'El Oued se distingue par son architecture adaptée et l'utilisation des matériaux locaux (gypse et plâtre) et de techniques appropriées (arcades et coupoles) dans les constructions. La médina, plus simple dans son urbanisme que celles de Touggourt ou Ouargla, est mieux conservée. Les maisons traditionnelles y sont basses, surmontées de coupoles pour mieux réfléchir la lumière et pour maintenir de la fraîcheur à l'intérieur.
La ville est traversée par l'avenue Mohamed Khemisti, son artère principale. Elle se caractérise par son étalement horizontal, les élévations considérables de températures empêchent la construction en hauteur. Le parc des logements collectifs est marginal. L'urbanisation s'allonge le long de la route nationale du nord au sud, car l'extension est bloquée à l'est par les cratères des palmeraies et à l'ouest par les hautes dunes. L'agglomération constitue ainsi une conurbation, annexant à partir d'El Oued, les localités de Kouinine, Robbah et Bayadha, sur 20 km de continuité spatiale. 
Après indépendance, l'arrivée de réfugiés, installés en Tunisie, a été à l'origine d'une première extension de la ville : El Gaouatine, (le quartier des tentes, appelé ainsi en référence aux habitations d'urgence mises en place par les réfugiés). D'autres quartiers se sont développés, accueillant les populations des ksour du Souf, d'anciens nomades et des Nememcha des Aurès. Les parties attenantes au vieux marché font l'objet de transformation qui permet l'extension du marché dans la vieille ville. La ville s'est dotée ensuite d'un quartier résidentiel Er Rimmel. 
L'extension future de la ville est orientée par des contraintes physiques importantes. Il s'agit du caractère inconstructible du sol dunaire, de la zone des chotts et des dépressions. La ville est également handicapée par la remontée de la nappe phréatique, devenue source de pollution. Face à ce problème, des travaux d'assainissement ont été menés, Parallèlement, une opération de reboisement a été également initiée.

## Économie

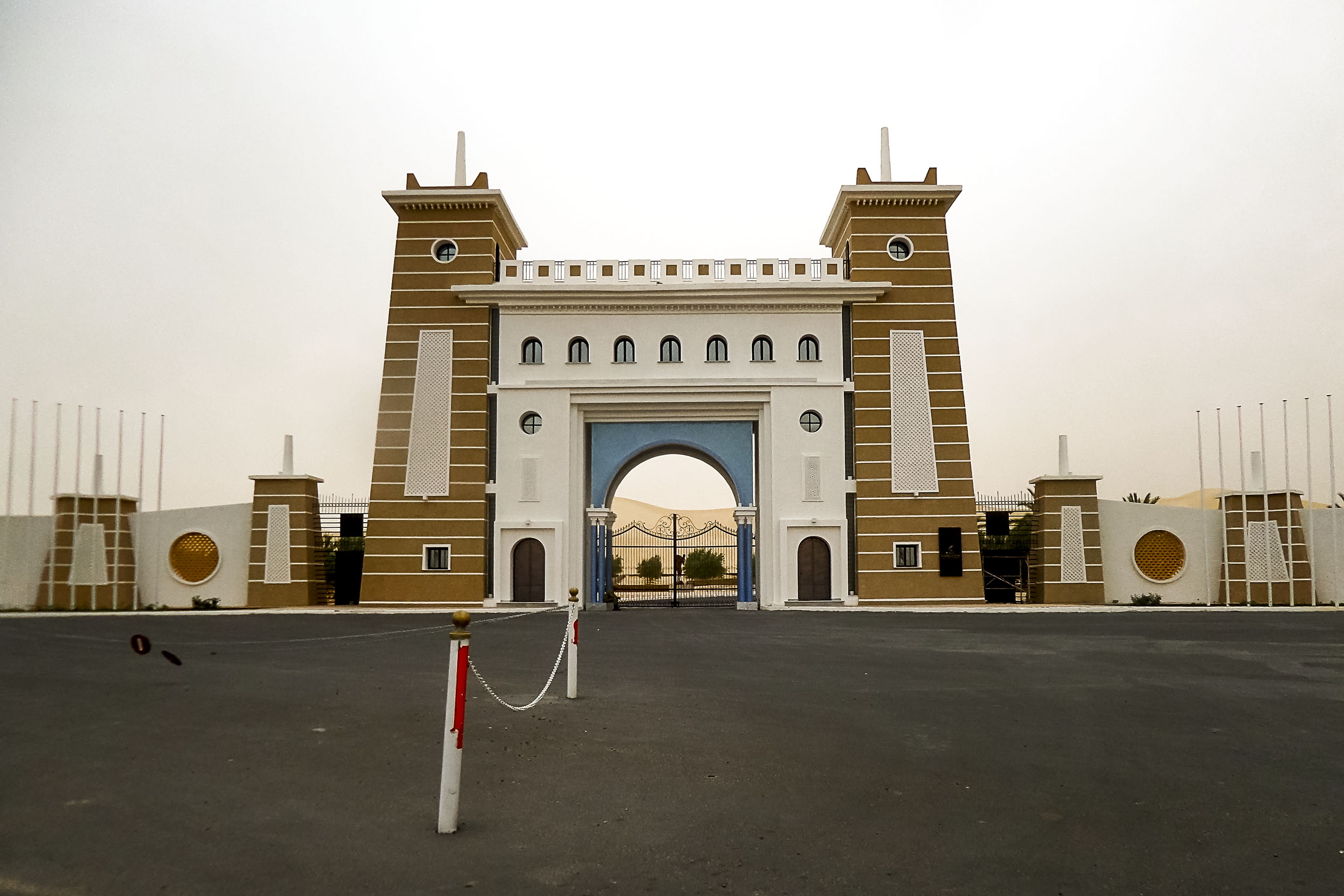
Complexe La Gazelle d'Or.

Bien qu'El Oued soit connue pour sa phoeniciculture, le secteur tertiaire domine les activés économiques et occupe la majorité des actifs. La remontée des eaux, a détruit un nombre considérable de palmiers, ce qui a réduit les activités agricoles. La région du Souf est un pôle commercial et industriel dynamique, elle connait un développement dans l'agro-alimentaire orienté vers l'exportation.  
Longtemps marginalisés et les ressources locales étant limitées, les Soufis ont émigré au nord du pays. Ils sont aujourd'hui à l'origine d'un dynamisme commercial entre nord et sud. Les réseaux commerciaux développés ont permis de faire de la région un pole important des échanges marchandises et de développement des petites et moyennes industries . 
Malgré son caractère austère, El Oued est une ville active et commerçante. Le marché, situé en contrebas de la vieille ville est très animé. La ville est la capitale du tissage en laine, l'artisanat est actif : tissage de burnous, haïk, couvertures, tapis de haute laine.
Le secteur hôtelier est relativement satisfaisant. Il existe plusieurs hôtels de catégories différentes. La ville abrite un grand complexe touristique, dénommé "La gazelle d'or", situé à l'entrée Ouest de la ville.

## Vie quotidienne

### Culture

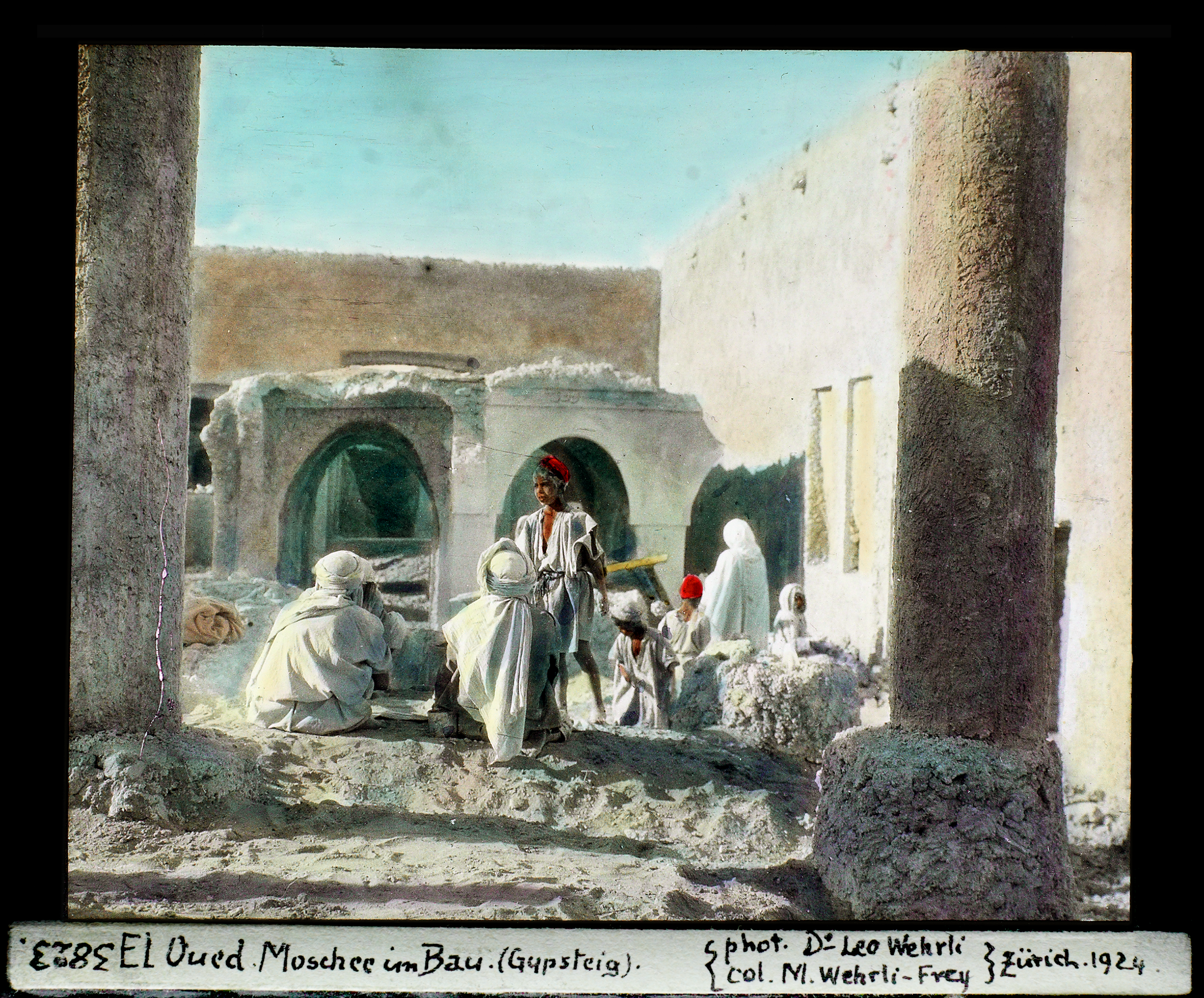
Habitants d'El Oued au début du XX.

Le musée du Souf, témoin de l'histoire de la région, recèle des collections dans les divers domaines: ethnologiques, géographiques, géologiques et zoologiques.
Au printemps, la ville organise une fête du folklore local : la courses de chameaux.

### Patrimoine

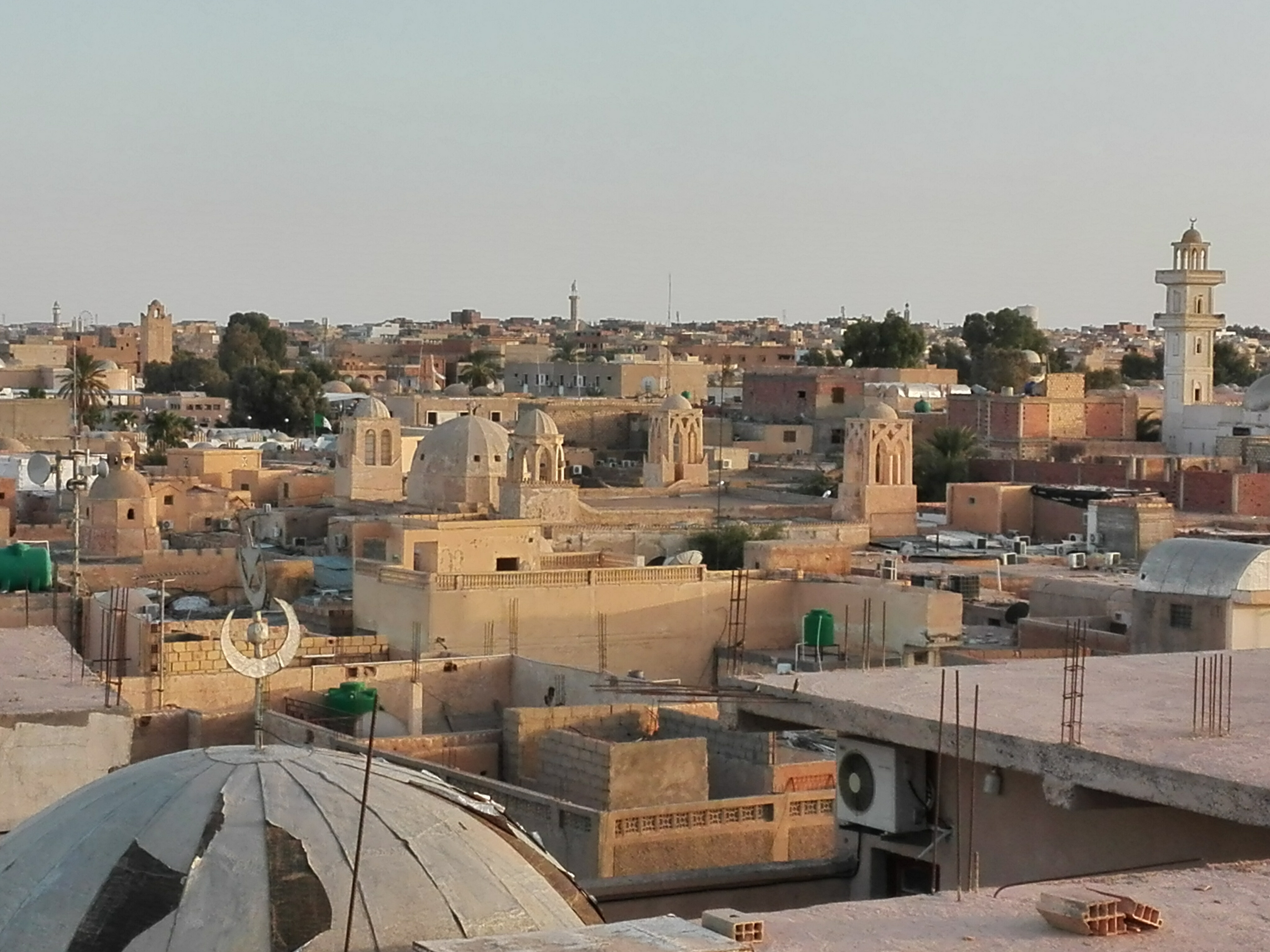
Quartier Laâchache

Le vieux quartier d'El Acheche-Massaâba a été classé secteur sauvegardé, et la zaouïa  El Kadiria et la zaouia ainsi que le minaret Sidi Salem ont été inscrits sur l'inventaire supplémentaire des sites et monuments classés au patrimoine culturel algérien.

### Santé
Il y a deux hôpitaux pour un total de 444 lits qui desservent la région.
En 2019, le secteur de la santé de la ville a été marqué par le drame de l'incendie de la maternité de la cité du 17-Octobre ayant coûté la vie à huit nourrissons.

### Enseignement supérieur
Depuis 1995, la ville d'El Oued abrite une université baptisée au nom du chahid Hamma Lakhdar, tombé au champ d’honneur à l’âge de 25 ans,. 
D'abord centre universitaire, l'établissement sera élevé au rang d'université en juin 2012. Le campus universitaire s'étale sur une superficie de 150 ha et accueille plus de 18 000 étudiants répartis à travers six facultés et encadrés par près de 704 enseignants de différents grades.

### Sport
La ville dispose d'un stade de football: Stade du 1er-Novembre-1954, où sont basés les clubs de football de la ville: l'US Souf et l'Olympique El Oued.

### Jumelage
La ville d'El Oued est jumelée avec :
- Tozeur (Tunisie)[26]

## Personnalités liées à la commune
- Abdellah Menai, chanteur et artiste.
- Djillali Mehri, homme d'affaires algérien.
- Charles de Foucauld séjourna dans cette ville qu'il dessina, comme on peut le voir dans sa Vue d'El Oued (10 décembre 1885), conservé à la Bibliothèque nationale de France[27].
- Yasser Larouci, footballeur franco algérien, y est né en 2001.
- Ali Bousbia écrivain et historien fondateur de l'association culturelle Lamine Lamoudi et militant pour la mémoire de la guerre de la libération